# Улица Кунче (Казань)
Улица Кунче (тат. Күнче урамы, Künçe uramı) — улица в историческом районе Старо-Татарская слобода Вахитовского района Казани.

## География
Пересекается со следующими улицами:
- улица Каюма Насыри
- улица Шигабутдина Марджани

## История
До революции 1917 года носила название Апанаевский переулок и относилась к 5-й полицейской части.
Решением Казгорсовета 2 ноября 1927 года улице было присвоено современное название.
В первые годы советской власти административно относилась к 5-й части города; после введения в городе административных районов относилась к Сталинскому (с 1956 года Приволжскому, 1935–1994) и Вахитовскому (с 1994 года) районам.